# Minus the Bear
Minus the Bear var ett amerikanskt indierockband bildat i Seattle 2001. Medlemmar bestod av medlemmar i banden Botch, Kill Sadie och Sharks Keep Moving. Den 17 juli 2018 meddelade bandet att de skulle upplösa sig efter en avskedsturné som skulle avslutas den 14 december i deras hemstad Seattle.

## Medlemmar
Senaste medlemmar
- Jake Snider – gitarr, sång (2001–2018)
- Dave Knudson – gitarr (2001–2018)
- Cory Murchy – basgitarr (2001–2018)
- Alex Rose – keyboard, bakgrundssång (2006–2018)

Tidigare medlemmar
- Matt Bayles – keyboard (2001–2006)
- Erin Tate – trummor (2001–2015)
- Kiefer Matthias – trummor (2015–2017)

Turnerande medlem
- Joshua Sparks – trummor (2017–2018)

## Diskografi
Studioalbum
- 2002: Highly Refined Pirates
- 2005: Menos el Oso
- 2007: Planet of Ice
- 2010: Omni
- 2012: Infinity Overhead
- 2017: Voids

Remixalbum
- 2007: Interpretaciones del Oso